# Hamoud Al-Shemmari
Hamoud Fleitah Al-Shemmari (1960. szeptember 26. –) kuvaiti válogatott labdarúgóhátvéd.
A kuvaiti válogatott tagjaként részt vett az 1980-as moszkvai olimpián és az 1982-es spanyolországi világbajnokságon.